# Mineralwells
Pour les articles homonymes, voir Mineral Wells.
Mineralwells (parfois Mineral Wells) est une census-designated place située dans le comté de Wood, dans l’État de Virginie-Occidentale, aux États-Unis. Lors du recensement de 2010, sa population s’élevait à 1 950 habitants.

## Démographie
| Groupe            | Mineralwells | Virginie-Occidentale | États-Unis |
| ----------------- | ------------ | -------------------- | ---------- |
| Blancs            | 96,9         | 93,9                 | 72,4       |
| Métis             | 1,6          | 1,5                  | 2,9        |
| Afro-Américains   | 0,9          | 3,4                  | 12,6       |
| Asiatiques        | 0,5          | 0,7                  | 4,8        |
| Autres            | 0,1          | 0,5                  | 7,3        |
| Total             | 100          | 100                  | 100        |
|                   |              |                      |            |
| Latino-Américains | 0,8          | 1,2                  | 16,7       |

Selon l'American Community Survey, pour la période 2011-2015, 99,01 % de la population âgée de plus de 5 ans déclare parler l'anglais à la maison et 0,99 % le tagalog.

## Source
- (en) Cet article est partiellement ou en totalité issu de l’article de Wikipédia en anglais intitulé « Mineralwells, West Virginia » (voir la liste des auteurs).

1. ↑  (en) « Mineralwells, WV Population - Census 2010 and 2000 », sur censusviewer.com (consulté le 12 avril 2016).
2. ↑  (en) « Population of West Virginia - Census 2010 and 2000 », sur censusviewer.com (consulté le 12 avril 2016).
3. ↑  (en) « Language spoken at home by ability to speak English for the population 5 years and over », sur factfinder.census.gov (consulté le 22 mars 2017).